# Петропавловское сельское поселение (Лискинский район)
Петропавловское сельское поселение — муниципальное образование в Лискинском районе Воронежской области.
Административный центр — село Петропавловка. 
В состав поселения входят 6 населённых пунктов. 4 из них полностью газифицированы, 2 из них газифицированы на 70%. Во всех населённых пунктах проведено электричество. В послении есть 2 школы- Петропавлоская школа на 108 учеников, Владимировская школа на 102 ученика. Так же в селе Петропавловка имеется детский сад "Теремок" на 20 детей. Планируется строительство крупного детского сада. Через территорию всего поселения проходит автодорога Прияр- Лиски, по которой регулярно курсирует автобус до Лисок. А так же автодорога Владимировка- Липовка. Функционирует одна церковь в селе Владимировка. По территории поселения два раза в неделю проходит автолавка с продуктами и другими товарами. 
В поселении имеется:
2 школы (Петропавловка и Владимировка)
Детский сад (Петропавловка)
2 спортивных комплекса (Петропавловка и Владимировка)
Клуб (хутор Прияр)
Лечебная амбулатория (Петропавловка)
3 фельдшеро- акушерских пункта (Николаевка, Владимировка, Прияр)
Ветеринарная лечебница (Петропавловка)
3 аптеки
2 библиотеки (Петропавловка, Владимировка)

## Население
| 2010  | 2012  | 2013  | 2014  | 2015  | 2016  | 2017  |
| ----- | ----- | ----- | ----- | ----- | ----- | ----- |
| 1400  | ↘1363 | ↘1313 | ↘1307 | ↘1296 | ↘1261 | ↘1227 |
| 2018  |       |       |       |       |       |       |
| ↗1231 |       |       |       |       |       |       |

## Населённые пункты
В состав поселения входят 6 населённых пунктов:
1. село Петропавловка
2. село Владимировка
3. село Духовое
4. поселок Донское Лесничество
5. село Николаевка
6. хутор Прияр